# Nicholas Sanderson
Nicholas Sanderson (Ararat, 27 mei 1984) is een Australisch voormalig wielrenner. Hij werd onder andere derde op het WK wielrennen voor Junioren in Zolder. Eind 2005 tekende hij een contract bij Davitamon-Lotto. In februari 2006 verliet hij de ploeg echter om medische redenen; Sanderson had last van epilepsie.

## Belangrijkste overwinningen
2005
- 6e etappe Ronde van Japan

2007
- 7e etappe Ronde van Gippsland

## Ploegen
- 2006-Davitamon-Lotto (tot 13/02)
- 2007-SouthAustralia.com-AIS
- 2008-Jelly Belly
- 2009-Rock Racing
- 2010-Amore & Vita-Conad
- 2011-Amore & Vita (tot 30/06)
- 2011-Genesys Wealth Advisers (vanaf 01/07)
- 2012-Genesys Wealth Advisers (tot 31/07)